# Samoa aux Jeux olympiques d'été de 2000
Le Samoa participe aux Jeux olympiques d'été de 2000 à Sydney. Sa délégation est composée de 5 athlètes répartis dans 5 sports et son porte-drapeau est le boxeur Pauga Lalau. Au terme des Olympiades, la nation n'est pas à proprement classée puisqu'elle ne remporte aucune médaille. 

## Nombre d'athlètes qualifiés par sport
Voici la liste des qualifiés et sélectionnés Samoans par sport (remplaçants compris) :
| Sport    | Hommes | Femmes | Total |
| -------- | ------ | ------ | ----- |
| Boxe     | 1      | 0      | 1     |
| Cyclisme | 0      | 1      | 1     |

## Liste des médaillés samoans
Aucun athlète samoans ne remporte de médaille durant ces JO.

## Boxe

### Hommes
| Athlète     | Catégorie    | 16e de finale       | 8e de finale        | Quart de finale     | Demi-finale         | Finale              |
| Athlète     | Catégorie    | Adversaire Résultat | Adversaire Résultat | Adversaire Résultat | Adversaire Résultat | Adversaire Résultat |
| ----------- | ------------ | ------------------- | ------------------- | ------------------- | ------------------- | ------------------- |
| Pauga Lalau | Poids lourds | Défaite Russie      | Eliminé             | Eliminé             | Eliminé             | Eliminé             |

## Cyclisme

### Route

#### Femmes
| Athlète        | Compétition     | Temps | Rang |
| -------------- | --------------- | ----- | ---- |
| Bianca Netzler | Course en ligne | DNF   | /    |